# Thái Hòa (diễn viên)
Hồ Thái Hòa, thường được biết đến với nghệ danh Thái Hòa (sinh ngày 10 tháng 8 năm 1974), là một nam diễn viên người Việt Nam. Nổi tiếng nhờ khả năng biến hóa thần sầu trong từng vai diễn, anh được đánh giá là một trong những diễn viên Việt Nam xuất sắc nhất trong thế hệ của mình.

## Tiểu sử
Thái Hòa sinh ngày 10 tháng 8 năm 1974 tại Sài Gòn. Sau này lớn lên, do có lòng đam mê nghệ thuật nên anh quyết định làm diễn viên, cách diễn xuất của Thái Hòa khiến không ít khán giả yêu quý. Không những thế, anh còn đảm nhận luôn vai trò biên kịch sân khấu và đạo diễn sân khấu, hai tác phẩm ăn khách nhất của anh là Người vợ ma và Quả tim máu.
Thái Hòa còn lấn sân sang lĩnh vực điện ảnh, bộ phim đầu tiên anh tham gia là phim Những đứa con thành phố, sau này anh gây nhiều ấn tượng với những bộ phim hài của đạo diễn Việt kiều Charlie Nguyễn như là Để Mai tính, Long Ruồi, Cưới ngay kẻo lỡ, Tèo em và Để Mai tính 2. gần đây nhất là phim " cây táo nở hoa".
Hiện nay, Thái Hòa đang sống với người vợ mới tên Hồng Thu.

## Sự nghiệp diễn xuất

### Phim truyền hình
| Năm  | Tựa phim                      | Vai diễn           | Chú thích |
| ---- | ----------------------------- | ------------------ | --------- |
| 1998 | Những đứa con thành phố       | Râu Bắp            |           |
| 2002 | Mùa sen                       | Hoàng              |           |
| 2002 | Nắng ở trên đầu               | Vị giáo sư tiến sĩ |           |
| 2004 | Lục Vân Tiên                  | Lính cận vệ        |           |
| 2004 | Những tay chơi ngoại hạng     | Tính               |           |
| 2006 | Dưới cờ đại nghĩa             | Ba Nhỏ             |           |
| 2007 | Ba chàng trai tuổi hợi        | Lý Mạnh Hào        |           |
| 2007 | Nắng vài dữ                   | Hoàng Phúc         |           |
| 2008 | Chuyện tình công ty quảng cáo | Lộc                |           |
| 2010 | Những ông bố độc thân         | Phương             |           |
| 2012 | Làn môi trong mưa             | Dũng               |           |
| 2013 | Bếp của mẹ                    | Ông Đức / Lê Nam   |           |
| 2014 | Mộng ước vẫn còn đây          | Lý Phò             |           |
| 2014 | Cuộc chiến quý ông            | Sơn                |           |
| 2014 | Cha rơi                       | Toàn               |           |
| 2014 | Tình cù lần                   | Chàng Cù Lần       |           |
| 2015 | Mắt lụa                       | Ông Tiện           |           |
| 2016 | Vòng tròn tội lỗi             | Năm Hòa            |           |
| 2016 | Khi đàn ông là số 0           | Ông Trí            |           |
| 2017 | Bến nước 13                   | Ông Trí            |           |
| 2017 | Sống trong bóng đêm           | Lô                 |           |
| 2021 | Cây táo nở hoa                | Ngọc               |           |
| 2022 | Xóm chùa                      | Tài Có             |           |
| 2022 | Mẹ rơm                        | Mô "gù"            |           |

### Phim điện ảnh
| Năm  | Tựa phim                           | Vai diễn                  | Chú thích                      |
| ---- | ---------------------------------- | ------------------------- | ------------------------------ |
| 2007 | Võ lâm truyền kỳ                   | Thủ lĩnh quân đội màu cam |                                |
| 2009 | 14 ngày phép                       | Lâm                       |                                |
| 2009 | Huyền thoại bất tử                 | Nam                       |                                |
| 2010 | Để Mai tính                        | Phạm Hương Hội            |                                |
| 2011 | Long Ruồi                          | Tèo/Long Ruồi             |                                |
| 2012 | Cưới ngay kẻo lỡ                   | Trần Bích Trâm/Hùng       |                                |
| 2012 | Lấy chồng người ta                 | Linh                      |                                |
| 2013 | Bụi đời Chợ Lớn                    | Công an                   |                                |
| 2013 | Tèo em                             | Tèo Em                    |                                |
| 2013 | Lửa Phật                           | Đầu bếp Hiền              |                                |
| 2014 | Để Mai tính 2                      | Phạm Hương Hội            | Tựa phim cũ: "Để Hội tính"     |
| 2014 | Quả tim máu                        | Cu Hù                     |                                |
| 2015 | Ma dai                             | Thánh Su                  |                                |
| 2016 | Vệ sĩ Sài Gòn                      | Mr. Mê Gái                |                                |
| 2016 | Fan cuồng                          | Thái Rocker               |                                |
| 2018 | Chàng vợ của em                    | Hùng                      |                                |
| 2018 | Hồn papa, da con gái               | Hải                       |                                |
| 2020 | Người cần quên phải nhớ            | Ông Bô                    |                                |
| 2020 | Tiệc trăng máu                     | Phan Bất Bình             |                                |
| 2023 | Chuyện xóm tui: Con nhót mót chồng | Ông Xỉn                   |                                |
| 2024 | Cái giá của hạnh phúc              | Ông Thoại                 | Tựa phim cũ: "Vũ trụ tiểu tam" |
| 2025 | Địa đạo: Mặt trời trong bóng tối   | Bảy Theo                  |                                |
| 2025 | Tử chiến trên không                | Long                      |                                |

### Lồng tiếng
- Biệt đội chim cánh cụt vùng Madagascar vai Skipper
- Nữ hoàng băng giá vai Olaf (2013)
- Angry Birds vai Red (2016)
- Frozen: Chuyến phiêu lưu của Olaf vai Olaf (2017)
- Angry Birds 2 vai Red (2019)
- Nữ hoàng băng giá 2 vai Olaf (2019)
- Công viên kỳ diệu vai Nhím đội trưởng (2019)

### MV đã tham gia
| Năm  | Video                               | Nghệ sĩ          |
| ---- | ----------------------------------- | ---------------- |
| 2010 | Em So Đẹp                           | Antoneus Maximus |
| 2012 | Shake Your Booty (Thai Hoa Version) | Antoneus Maximus |

## Hài đã đóng
- Anh chồng nhát
- Chuyện cái bồ
- Người nhà quê
- Xích lô
- Rình trộm
- Tình bạn
- Mướn chồng
- Món quà tất niên
- Vợ chồng thằng Đậu
- Mùa xuân cưới em
- Đồ thật
- Vé số 10 triệu đồng
- Hột mít
- Hết biết
- Chưa chắc đâu ba
- Quán ăn bể bụng
- Chỉ tại cái thiệp
- Hai thằng khờ
- Cha con Tí Tèo
- Chưa chắc đâu ba
- Kẻ cắp gặp bà già
- Chia tay trong nước mắt
- Người nhà quê

## Kịch đã đóng
- Phòng trọ ba người
- Người vợ ma
- Người vợ ma 2
- Quả tim máu
- Cưới dùm
- Tứ hỷ lâm môn
- 3 sui gia hai đám cưới
- Thông điệp xanh
- Còn mãi mùa xuân

## Biên kịch sân khấu
- Người vợ ma (chỉnh sửa từ kịch bản gốc của tác giả Xuyên Lâm)
- Quả tim máu

## Đạo diễn sân khấu
- Người vợ ma
- Quả tim máu
- Tứ hỷ lâm môn

## Các giải thưởng
- Giải diễn viên triển vọng trong liên hoan sân khấu hài toàn thành 1998
- Huy chương bạc Liên hoan sân khấu mùa thu với vai Trần Văn trong vở "Thông điệp xanh"

| Năm  | Giải thưởng                        | Hạng mục                                      | Tác phẩm đề cử     | Kết quả   | Chú thích |
| ---- | ---------------------------------- | --------------------------------------------- | ------------------ | --------- | --------- |
| 2006 | Giải Mai Vàng                      | Đạo diễn sân khấu                             | Người vợ ma        | Đoạt giải | [ 5 ]     |
| 2009 | Giải Cánh diều                     | Nam diễn viên phụ xuất sắc phim điện ảnh      | 14 ngày phép       | Đoạt giải |           |
| 2011 | Giải Cánh diều                     | Nam diễn viên chính xuất sắc phim điện ảnh    | Long Ruồi          | Đoạt giải |           |
| 2013 | Giải Cánh diều                     | Nam diễn viên chính xuất sắc phim điện ảnh    | Tèo em             | Đoạt giải | [ 6 ]     |
| 2013 | Liên hoan phim Việt Nam lần thứ 18 | Nam diễn viên phụ xuất sắc                    | Lửa Phật           | Đoạt giải | [ 7 ]     |
| 2014 | Giải Cánh diều                     | Nam diễn viên chính xuất sắc phim truyền hình | Cha rơi            | Đoạt giải |           |
| 2023 | Giải Cánh diều 2023                | Nam diễn viên chính xuất sắc phim truyền hình | Mẹ rơm             | Đoạt giải |           |
| 2023 | Giải Cánh diều 2023                | Nam diễn viên chính xuất sắc phim điện ảnh    | Con Nhót mót chồng | Đoạt giải |           |
| 2023 | Liên hoan phim Việt Nam lần thứ 23 | Nam diễn viên chính xuất sắc                  | Con Nhót mót chồng | Đoạt giải | [ 8 ]     |